# 大森健作
大森 健作（おおもり けんさく、1975年11月21日 - ）は、愛媛県東宇和郡野村町（現：西予市）出身の元プロサッカー選手、サッカー解説者、スポーツキャスター。現役時代のポジションはディフェンダー（DF）。
西予市立野村中学校、愛媛県立南宇和高等学校卒業。タレント・モデルとしても活動している。現在は株式会社シェアスタック の運営するモデル事務所Jeepersに所属している。

## 来歴・人物
愛媛県立南宇和高校卒業後の1994年に横浜マリノスに入団。1995年のFIFAワールドユース選手権カタール大会のU-20日本代表に選出され試合にも出場するなど将来を嘱望されていたが、クラブでは出場機会に恵まれず、その後鹿島アントラーズ、京都パープルサンガといったクラブを渡り歩く。
転機となったのは2000年のコンサドーレ札幌への期限付き移籍であり、当時の監督岡田武史が直に電話をして獲得にこぎ着けた。本職は左サイドバックでありながらストッパーもこなせる守備能力を発揮。この年から3バックの左ストッパーとして基本的には守備に専念、時折鋭いオーバーラップを見せるというプレイスタイルでレギュラーの座を獲得した。同年7月29日の浦和レッズ戦では、1-1のスコアで迎えた86分、左後方から駆け上がって浦和ボールをカットすると一気にゴールライン際、そしてペナルティエリア内へ走り込み、そのままキーパー田北雄気のニアを抜いて勝ち越しゴールを決めた。このゴールが大森のプロキャリア唯一の得点であった。2001年より完全移籍。その後監督が替わりシステムが変化しても常にレギュラーの座にあり続け、また比較的若いチーム構成の中で選手の顔的な存在感も見せた。
2004年9月、J1で低迷していたセレッソ大阪からのオファーに応え、期限付き移籍。シーズン終了後、C大阪、札幌とも再契約はせず、この年J2への昇格を決めた徳島ヴォルティスに移籍した。2005年、2006年はベテランとしてJ2入りしたばかりのチームを支えたが2007年は出場機会が無く、同年12月2日、現役引退が発表された。
引退後はコンサドーレ札幌時代のチームメイトの野々村芳和が代表取締役の株式会社クラッキにて元Jリーガーが教えるサッカースクール「エスコーラ・ジ・クラッキ」のコーチとしてサッカースクールでの指導をしている。札幌テレビのコンサドーレ担当のサッカー解説者としても活躍。また、2012年4月8日より同局の情報バラエティ「マハトマパンチ」ではスポーツコーナー全般を担当しているほか、同年10月7日からはメイン出演者に昇格している。
現在は、STV札幌テレビ「どさんこワイド朝」金曜のレギュラーコメンテーターとして出演。同局およびDAZNのJリーグ中継の解説のほか、講演会・研修の講師、タレント・モデルとしても活動中。

## 所属クラブ
- 1994年 - 1996年 横浜マリノス
- 1997年 鹿島アントラーズ
- 1998年 - 2000年 京都パープルサンガ
  - 2000年 コンサドーレ札幌（期限付き移籍）
- 2001年 - 2004年 コンサドーレ札幌
  - 2004年 セレッソ大阪 (期限付き移籍)
- 2005年 - 2007年 徳島ヴォルティス

## 個人成績
| 国内大会個人成績 | 国内大会個人成績 | 国内大会個人成績 | 国内大会個人成績 | 国内大会個人成績 | 国内大会個人成績 | 国内大会個人成績 | 国内大会個人成績 | 国内大会個人成績 | 国内大会個人成績 | 国内大会個人成績 | 国内大会個人成績 |
| 年度             | クラブ           | 背番号           | リーグ           | リーグ戦         | リーグ戦         | リーグ杯         | リーグ杯         | オープン杯       | オープン杯       | 期間通算         | 期間通算         |
| 年度             | クラブ           | 背番号           | リーグ           | 出場             | 得点             | 出場             | 得点             | 出場             | 得点             | 出場             | 得点             |
| 日本             | 日本             | 日本             | 日本             | リーグ戦         | リーグ戦         | リーグ杯         | リーグ杯         | 天皇杯           | 天皇杯           | 期間通算         | 期間通算         |
| ---------------- | ---------------- | ---------------- | ---------------- | ---------------- | ---------------- | ---------------- | ---------------- | ---------------- | ---------------- | ---------------- | ---------------- |
| 1994             | 横浜M            | -                | J                | 1                | 0                | 0                | 0                | 0                | 0                | 1                | 0                |
| 1995             | 横浜M            | -                | J                | 9                | 0                | -                | -                | 1                | 0                | 10               | 0                |
| 1996             | 横浜M            | -                | J                | 3                | 0                | 5                | 0                | 0                | 0                | 8                | 0                |
| 1997             | 鹿島             | 28               | J                | 1                | 0                | 2                | 0                | 0                | 0                | 3                | 0                |
| 1998             | 京都             | 19               | J                | 14               | 0                | 3                | 0                | 0                | 0                | 17               | 0                |
| 1999             | 京都             | 19               | J1               | 3                | 0                | 0                | 0                | 0                | 0                | 3                | 0                |
| 2000             | 札幌             | 6                | J2               | 38               | 1                | 2                | 0                | 4                | 0                | 44               | 1                |
| 2001             | 札幌             | 6                | J1               | 29               | 0                | 2                | 0                | 1                | 0                | 32               | 0                |
| 2002             | 札幌             | 6                | J1               | 29               | 0                | 6                | 0                | 0                | 0                | 35               | 0                |
| 2003             | 札幌             | 6                | J2               | 14               | 0                | -                | -                | 2                | 0                | 16               | 0                |
| 2004             | 札幌             | 6                | J2               | 13               | 0                | -                | -                | -                | -                | 13               | 0                |
| 2004             | C大阪            | 31               | J1               | 5                | 0                | 0                | 0                | 0                | 0                | 5                | 0                |
| 2005             | 徳島             | 20               | J2               | 24               | 0                | -                | -                | 2                | 0                | 26               | 0                |
| 2006             | 徳島             | 20               | J2               | 18               | 0                | -                | -                | 2                | 0                | 20               | 0                |
| 2007             | 徳島             | 20               | J2               | 0                | 0                | -                | -                | 0                | 0                | 0                | 0                |
| 通算             | 日本             | 日本             | J1               | 94               | 0                | 18               | 0                | 2                | 0                | 114              | 0                |
| 通算             | 日本             | 日本             | J2               | 107              | 1                | 2                | 0                | 10               | 0                | 119              | 1                |
| 総通算           | 総通算           | 総通算           | 総通算           | 201              | 1                | 20               | 0                | 12               | 0                | 233              | 1                |

その他の公式戦
- 1996年
  - スーパーカップ 1試合0得点

## 代表歴
- U-20日本代表
  - 1995年FIFAワールドユース